# Square Auguste-Renoir
Le square Auguste-Renoir, appelé auparavant, pour partie, « impasse des Omnibus », est une voie du 14e arrondissement de Paris, ouverte par la Société anonyme de gestion immobilière en 1962.

## Situation et accès
On accède à ce square par la rue des Arbustes et la rue des Mariniers.
Ce site est desservi par la ligne 13 à la station de métro Porte de Vanves.

## Origine du nom
Il doit son nom au peintre Pierre Auguste Renoir (1841-1919).

## Historique
Cette voie est ouverte en 1962 par la SAGI (Société anonyme de gestion immobilière) sur l'emplacement d'une partie de l'impasse des Omnibus, car elle conduisait à un dépôt de la compagnie. Elle prend le nom de « square Auguste-Renoir » par décret préfectoral du 12 mars 1963.